# THE GATE OF DESTINY
THE GATE OF DESTINY（ザ・ゲート・オブ・デスティニー）は日本のプロレス団体DRAGON GATEが主催するプロレス興行。

## 概要
DRAGON GATEが年に一度、10月～11月頃に大阪府立体育会館第一競技場で開催する大規模興行。2007年から毎年開催されている。
中継はGAORA制作によるPPV生放送と関西テレビもしくはMBSテレビによる特番で放送される。

## 各興行結果

### 2007年
- 日時:2007年11月25日[1]
- 観衆:6500人（超満員札止め）

### 2008年
- 日時:2008年11月16日[2]
- 観衆:6500人（超満員札止め）

### 2009年
- 日時:2009年11月23日[3]
- 観衆:6500人（超満員札止め）

### 2010年
- 日時:2010年11月23日[4]
- 観衆:7000人（超満員札止め）

### 2011年
- 日時:2011年10月16日[5]
- 観衆:7000人（超満員札止め）

### 2012年
- 日時:2012年10月21日[6]
- 観衆:6800人（超満員）

### 2013年
- 日時:2013年11月3日[7]
- 観衆:7100人（超満員札止め）

### 2014年
- 日時:2014年11月2日[8]
- 観衆:7150人（超満員札止め）

### 2015年
- 日時:2015年11月1日[9]
- 観衆:7150人（超満員札止め）

### 2016年
- 日時:2016年11月3日[10]
- 観衆:7500人（超満員札止め）

| 第1試合 6人タッグマッチ                                                             |                                                        |                                                               |
| 中村風太 ○ワタナベシュン ワタナベヒョウ                                             | 6分16秒 ムーンサルトプレス →片エビ固め                 | <OVER GENERATION> パンチ富永× 山村武寛 石田凱士               |
| 第2試合 タッグマッチ                                                                |                                                        |                                                               |
| <TRIBE VANGUARD> ○Kzy ヨースケ♡サンタマリア                                         | 5分20秒 KZ time →体固め                                | “ハリウッド”ストーカー市川× しゃちほこBOY                     |
| 第3試合 タッグマッチ                                                                |                                                        |                                                               |
| <VerserK> 問題龍 ○エル・リンダマン                                                  | 9分57秒 ロコモーション式タイガースープレックスホールド | ドン・フジイ Gamma×                                           |
| 第4試合 オープン・ザ・ブレイブゲート選手権試合                                      |                                                        |                                                               |
| <OVER GENERATION> ○Eita (第30代王者)                                                | 14分48秒 Numero Uno                                    | <TRIBE VANGUARD> フラミータ× (挑戦者)                         |
| ※第30代王者が3度目の防衛に成功。                                                    |                                                        |                                                               |
| 第5試合 オープン・ザ・トライアングルゲート選手権試合 6人タッグ3WAYマッチ 勝ち残り戦 |                                                        |                                                               |
| 望月成晃 ×ビッグR清水 ピーター・カッサ (挑戦者組)                                   | ①17分46秒 ノルテ                                       | <VerserK> T-Hawk○ サイバー・コング "brother"YASSHI (挑戦者組) |
| <ジミーズ> ○堀口元気H.A.Gee.Mee!! 斎藤“ジミー”了 ジミー・神田 (第56代王者組)        | ②21分27秒 バックスライド・フロム・ヘブン               | <VerserK> T-Hawk サイバー・コング× "brother"YASSHI (挑戦者組) |
| ※第56代王者組が2度目の防衛に成功。                                                  |                                                        |                                                               |
| セミファイナル オープン・ザ・ツインゲート統一タッグ選手権試合                       |                                                        |                                                               |
| <ジミーズ> ×ジミー・ススム ジミー・カゲトラ (第39代王者組)                          | 21分36秒 ウルトラ・ウラカンラナ                        | <OVER GENERATION> CIMA ドラゴン・キッド○ (挑戦者組)           |
| ※第39代王者組が5度目の防衛に失敗。CK-1が第40代王者組に。                            |                                                        |                                                               |
| メインイベント Team Tozawa Akira Final スペシャル6人タッグマッチ                    |                                                        |                                                               |
| ○YAMATO 鷹木信悟 B×Bハルク                                                          | 27分49秒 ギャラリア →片エビ固め                        | 戸澤陽× 土井成樹 吉野正人                                     |

### 2017年
- 日時:2017年11月3日[11]
- 観衆:5500人（超満員札止め）

| 第0試合 シングルマッチ                                                                     |                                                     |                                                             |
| ×ワタナベヒョウ                                                                            | 6分22秒 スカイウォーカームーンサルト →片エビ固め    | シュン・スカイウォーカー○                                   |
| 第1試合 8人タッグマッチ                                                                    |                                                     |                                                             |
| Gamma 問題龍 ×石田凱士 ジェイソン・リー                                                    | 7分47秒 光の輪                                      | K-ness.○ しゃちほこBOY ヨースケ♡サンタマリア ミステリオッソ |
| 第2試合 6人タッグマッチ                                                                    |                                                     |                                                             |
| <VerserK> ○T-Hawk 神田裕之 パンチ富永                                                      | 9分52秒 ケルベロス →片エビ固め                      | ドン・フジイ 斎藤了 U-T×                                    |
| 第3試合 オープン・ザ・ブレイブゲート選手権試合                                             |                                                     |                                                             |
| ○Kagetora (第31代王者)                                                                     | 10分26秒 一騎当千 →片エビ固め                       | 堀口元気× (挑戦者)                                          |
| ※第31代王者が4度目の防衛に成功。                                                           |                                                     |                                                             |
| 第4試合 スペシャルシングルマッチ                                                           |                                                     |                                                             |
| <OVER GENERATION> ×Eita                                                                    | 15分41秒 630° →片エビ固め                           | リコシェ○                                                   |
| 第5試合 オープン・ザ・ツインゲート統一タッグ選手権試合                                     |                                                     |                                                             |
| <OVER GENERATION> ○CIMA ドラゴン・キッド (第40代王者組)                                    | 17分30秒 メテオラ →エビ固め                         | <MaxiMuM> ビッグR清水 Ben-K× (挑戦者組)                     |
| ※第40代王者組が8度目の防衛に成功。                                                         |                                                     |                                                             |
| セミファイナル オープン・ザ・トライアングルゲート選手権試合 6人タッグ3WAYマッチ 勝ち残り戦 |                                                     |                                                             |
| <MaxiMuM> 土井成樹 吉野正人 ×Kotoka (挑戦者組)                                             | ①15分57秒 ファーストフラッシュ →片エビ固め          | <TRIBE VANGUARD> YAMATO B×Bハルク○ Kzy (挑戦者組)           |
| <VerserK> ×鷹木信悟 吉田隆司 エル・リンダマン (第60代王者組)                               | ②24分8秒 全知全能のフランケンシュタイナー →エビ固め | <TRIBE VANGUARD> YAMATO○ B×Bハルク Kzy (挑戦者組)           |
| ※第60代王者組が2度目の防衛に失敗。TRIBE VANGUARDが第61代王者組に。                         |                                                     |                                                             |
| メインイベント オープン・ザ・ドリームゲート選手権試合                                      |                                                     |                                                             |
| ○望月成晃 (第26代王者)                                                                     | 23分40秒 顔面へのローキック →片エビ固め             | 横須賀ススム× (挑戦者)                                      |
| ※第26代王者が初防衛に成功。                                                                |                                                     |                                                             |

### 2018年
- 日時:2018年11月4日[12]
- 観衆:3150人（満員）

| 第0試合 タッグマッチ                                                                |                                                     |                                                          |
| ○K-ness. 問題龍                                                                     | 3分59秒 光の輪                                      | “ハリウッド”ストーカー市川 しゃちほこBOY×                |
| 第1試合 6人タッグマッチ                                                             |                                                     |                                                          |
| 斎藤了 ドン・フジイ ○Gamma                                                          | 8分30秒 スカイツイスタープレス →片エビ固め          | パンチ富永 "brother"YASSHI ワタナベヒョウ×               |
| 第2試合 8人タッグマッチ                                                             |                                                     |                                                          |
| Kagetora ヨースケ♡サンタマリア U-T ×箕浦康太                                        | 8分22秒 トラースキック →片エビ固め                  | <R・E・D> Eita○ 神田裕之 KAZMA SAKAMOTO DAGA             |
| 第3試合 オープン・ザ・トライアングルゲート選手権試合 6人タッグ3WAYマッチ 勝ち残り戦 |                                                     |                                                          |
| <望月道場> 望月成晃 シュン・スカイウォーカー ×吉岡勇紀 (挑戦者組)                   | ①15分15秒 タイガースープレックスホールド            | <MaxiMuM> 土井成樹 ジェイソン・リー 石田凱士○ (挑戦者組) |
| <NATURAL VIBES> ○Kzy 横須賀ススム 堀口元気 (第63代王者組)                           | ②18分58秒 韻波句徒 →体固め                          | <MaxiMuM> 土井成樹 ジェイソン・リー 石田凱士× (挑戦者組) |
| ※第63代王者組が5度目の防衛に成功。                                                  |                                                     |                                                          |
| 第3試合 インターナショナル・スペシャルドリームマッチ                                |                                                     |                                                          |
| <TRIBE VANGUARD> ×フラミータ                                                        | 17分45秒 ブラックアロー →片エビ固め                 | <R・E・D> PAC○                                           |
| 第5試合 オープン・ザ・ブレイブゲート選手権試合                                      |                                                     |                                                          |
| <MaxiMuM> ○ドラゴン・キッド (第36代王者)                                            | 11分17秒 ドラゴンラナ                               | バンディード× (挑戦者)                                   |
| ※第36代王者が初防衛に成功。                                                         |                                                     |                                                          |
| セミファイナル オープン・ザ・ツインゲート統一タッグ選手権試合                       |                                                     |                                                          |
| <TRIBE VANGUARD> ○YAMATO B×Bハルク (第43代王者組)                                   | 14分12秒 全知全能のフランケンシュタイナー →エビ固め | <R・E・D> ビッグR清水 吉田隆司× (挑戦者組)               |
| ※第43代王者組が3度目の防衛に成功。                                                  |                                                     |                                                          |
| メインイベント オープン・ザ・ドリームゲート選手権試合                               |                                                     |                                                          |
| <MaxiMuM> ○吉野正人 (第27代王者)                                                    | 25分7秒 ソル・ナシエンテ改                          | <R・E・D> Ben-K× (挑戦者)                                |
| ※第27代王者が4度目の防衛に成功。                                                    |                                                     |                                                          |

### 2019年
- 日時:2019年11月4日[13]
- 観衆:3120人（満員）

| 第1試合 6人タッグマッチ 20分1本勝負 |                                           |                                                                  |
| <TRIBE VANGUARD B×Bハルク KAI ×ヨースケ♡サンタマリア                                                                                   | 7分57秒 バベルギア                        | <望月道場> 奥田啓介 吉岡勇紀 箕浦康太                            |
| 第2試合 10選手参加 バトルロイヤル 時間無制限                                                                                           |                                           |                                                                  |
| ○ドラゴン・ダイヤ | 7分35秒 変形ウラカンラナ                  | <TRIBE VANGUARD> Kagetora×                                       |
| 《敗退順》椎葉おうじ→松山勘十郎（大衆プロレス松山座）→ホーホー・ルン→ジミー→しゃちほこBOY→問題龍→“ハリウッド”ストーカー市川→パンチ富永 |                                           |                                                                  |
| 第3試合 スペシャルタッグマッチ 30分1本勝負                                                                                             |                                           |                                                                  |
| YAMATO ○Kzy | 13分28秒 韻波句徒 →体固め                 | 望月成晃 シュン・スカイウォーカー×                               |
| ※組み合わせは当日抽選で決定 |                                           |                                                                  |
| 第4試合 8人タッグマッチ 30分1本勝負 |                                           |                                                                  |
| <R・E・D> 吉田隆司 ディアマンテ KAZMA SAKAMOTO H・Y・O                                                                                 | 14分0秒 両者リングアウト                  | ウルティモ・ドラゴン 堀口元気 スペル・シーサー K-ness.           |
| 第5試合 オープン・ザ・ブレイブゲート選手権試合 60分1本勝負                                                                             |                                           |                                                                  |
| <NATURAL VIBES> ×横須賀ススム (第37代王者)                                                                                             | 17分47秒 タイガースープレックス・ホールド | <MaxiMuM> 石田凱士○ (挑戦者)                                     |
| ※第37代王者が5度目の防衛に失敗。石田凱士が第38代王者に。                                                                               |                                           |                                                                  |
| 第6試合 オープン・ザ・トライアングルゲート選手権試合 60分1本勝負                                                                       |                                           |                                                                  |
| <ストロングマシーン軍団> ○ストロングマシーン・J ストロングマシーン・F ストロングマシーン・G (第65代王者組)                             | 12分8秒 魔神風車固め                      | <MaxiMuM> 土井成樹 ドラゴン・キッド ジェイソン・リー× (挑戦者組) |
| ※第65代王者組が3度目の防衛に成功。 |                                           |                                                                  |
| セミファイナル オープン・ザ・ツインゲート統一タッグ選手権試合 60分1本勝負                                                              |                                           |                                                                  |
| <R・E・D> ○Eita ビッグR清水 (第46代王者組)                                                                                             | 12分29秒 首固め                           | 斎藤了× 神田裕之 (挑戦者組)                                      |
| ※第46代王者組が3度目の防衛に成功。 |                                           |                                                                  |
| メインイベント オープン・ザ・ドリームゲート選手権試合 60分1本勝負                                                                      |                                           |                                                                  |
| ○Ben-K (第29代王者) | 21分45秒 スピアー →片エビ固め             | <MaxiMuM> 吉野正人× (挑戦者)                                     |
| ※第29代王者が3度目の防衛に成功。 |                                           |                                                                  |

### 2020年
- 日時:2020年11月3日
- 観衆:1,885人

### 2021年
- 日時:11月3日
- 観衆:1,685人

### 2022年
- 日時:11月6日
- 観衆:2,208人